# Mesenzana
Mesenzana är en ort och kommun i provinsen Varese i regionen Lombardiet i Italien. Kommunen hade 1 573 invånare (2018).